# کارلوس واسکونسلوس
کارلوس واسکونسلوس (انگلیسی: Carlos de Vasconcelos؛ ۶ سپتامبر ۱۸۸۳ – ۲۹ ژوئیه ۱۹۲۸) یک سیاست‌مدار و روزنامه‌نگار اهل پرتغال بود که در کلیسای کیپ ورد متولد شد.
وی وزیر مستعمرات پرتغالی تحت حکومت خوزه دمینگ دو سانتوس از ۲۲ نوامبر ۱۹۲۴ تا ۱۵ فوریه ۱۹۲۵ بود.
کارلوس واسکونسلوس فارغ‌التحصیل در Escola de Guerra (مدرسه جنگی) در لیسبون بود و در روز ۲ ژوئن ۱۹۰۵ در فوگو در خانه گمرک استان کیپ ورد مشغول به کار شد. وی از زمان تحصیل جمهوری‌خواه بود و از اعلامیه جمهوری پرتغال حمایت کرد.
او در ۲ ژانویه سال ۱۹۴۴، به عنوان رئیس شهرداری جزیره فوگو انتخاب شد و بعداً معاون کیپ ورد در سال ۱۹۲۲ بود.